# 堀川中立売
『堀川中立売』（ほりかわなかたちうり）は、2010年11月20日公開の日本映画。“京都連続”シリーズ第1弾。

## 概要
映画のタイトルでもある堀川中立売とは、京都市内を走る堀川通と中立売通との交差点の名称である。監督である柴田剛が前作の映画『青空ポンチ』のプロモーションを作成するために映画スタッフの一人が住んでいた堀川中立売を拠点とした際、その地にインスピレーションを得たのが、この映画の制作のきっかけである。実在する交差点が「ほりかわなかだちうり」と読むのに対して、本作品の読みは「ほりかわなかたちうり」である。2009年秋の映画祭、第10回東京フィルメックス出品作。

## ストーリー
舞台は京都。陰陽師の安倍さんは妖怪加藤 the catwalk ドーマンセーマンと戦うべく、ヒモの榎信介とホームレスの酒井ツトムを式神とする。一方、加藤は京都に在住していた寺田というサラ金経営者殺人事件の犯人の存在を利用し、街に悪意を集め、民衆を妖怪にしてしまう。

## スタッフ
- 製作総指揮：志摩敏樹
- 監督：柴田剛
- 脚本：松永後彦、柴田剛
- 撮影：高木風太
- 照明：岸田和也
- 録音：東岳志
- 美術：金林剛
- 編集：高倉雅昭
- 助監督：匂坂力祥
- 制作担当：金城恒次
- 演出部：佐々木育野　松田義輝
- 美術部：西村立志
- スチール：辻本しんこ
- メイキング/特報：松浦莞二
- メイク : 窪田弥生
- 衣装 : 増川智子
- スタイリング : VISIT FOR
- 衣装協力 : スーパーレスキュウウェアズ
- 特殊メイク : 松浦勝也
- 音楽監修 : 森雄大（neco眠る）
- CGI・VFX : はなよめ映像事務所　そらうみCGstudio　大月壮
- 合成 : 藤林久哉　田中理絵
- アシスタントプロデューサー : 福嶋美穂　酒井力
- アソシエイトプロデューサー : 田中誠一　松本伸哉
- アートワーク : 前田浩作（EDITMODE）
- ウェブサイト : 森本太郎
- ビジュアル・イラスト : HARRY画伯
- ビジュアル・オブザーバー : 宮川隆

## 受賞
- 第11回ニッポン・コネクション ニッポン・ヴィジョンズ賞